# Repêchage de la Ligue majeure de baseball 2013
2012 2014
Le repêchage de la Ligue majeure de baseball 2013 se tient du 6 au 8 juin 2013. Il s'agit de la 49e présentation du repêchage amateur de la Ligue majeure de baseball, un événement annuel dont des équivalents sont présents dans tous les sports collectifs nord-américains, comparable à une bourse aux joueurs, où les équipes sélectionnent des sportifs issus de l'université ou de l'école secondaire.
Le premier joueur sélectionné lors de la séance de 2013 est le lanceur droitier Mark Appel de l'Université Stanford qui, après avoir été le 8e choix au total du repêchage de 2012 sans signer avec les Pirates de Pittsburgh, est réclamé par les Astros de Houston.

## Ordre de sélection
L'ordre du repêchage de 2013 est déterminé par les classements de la saison 2012 de la MLB. La moins bonne formation, les Astros de Houston en l'occurrence, choisit la première et les 29 autres clubs sont classés en ordre décroissant selon leurs performances de la saison de baseball précédente. L'ordre peut cependant varier selon les sélections que certains clubs sont tenus de céder à un autre en guise de compensation pour la perte d'un agent libre durant l'intersaison ou en compensation pour l'incapacité à mettre sous contrat un joueur repêché l'année précédente.

## Premier tour de sélection
| Rang | Joueur            | Équipe                    | Position         | Provenance                                             |
| ---- | ----------------- | ------------------------- | ---------------- | ------------------------------------------------------ |
| 1    | Mark Appel        | Astros de Houston         | Lanceur droitier | Université Stanford                                    |
| 2    | Kris Bryant       | Cubs de Chicago           | Troisième but    | Université de San Diego                                |
| 3    | Jon Gray          | Rockies du Colorado       | Lanceur droitier | Université d'Oklahoma                                  |
| 4    | Kohl Stewart      | Twins du Minnesota        | Lanceur droitier | St. Pius X High School (Houston, Texas)                |
| 5    | Clint Frazier     | Indians de Cleveland      | Troisième but    | Loganville High School (Loganville, Géorgie)           |
| 6    | Colin Moran       | Marlins de Miami          | Troisième but    | Université de Caroline du Nord à Chapel Hill           |
| 7    | Trey Ball         | Red Sox de Boston         | Lanceur gaucher  | New Castle Chrysler High School (New Castle, Indiana)  |
| 8    | Hunter Dozier     | Royals de Kansas City     | Arrêt-court      | Stephen F. Austin State University                     |
| 9    | Austin Meadows    | Pirates de Pittsburgh     | Voltigeur        | Grayson High School (Loganville, Géorgie)              |
| 10   | Phillip Bickford  | Blue Jays de Toronto      | Lanceur droitier | Oaks Christian High School (Westlake, Californie)      |
| 11   | Dominic Smith     | Mets de New York          | Premier but      | Junipero Serra High School (Gardena, Californie)       |
| 12   | D. J. Peterson    | Mariners de Seattle       | Troisième but    | Université du Nouveau-Mexique                          |
| 13   | Hunter Renfroe    | Padres de San Diego       | Voltigeur        | Université d'État du Mississippi                       |
| 14   | Reese McGuire     | Pirates de Pittsburgh     | Receveur         | Kentwood High School (Covington, Washington)           |
| 15   | Braden Shipley    | Diamondbacks de l'Arizona | Lanceur droitier | Université du Nevada à Reno                            |
| 16   | J. P. Crawford    | Phillies de Philadelphie  | Arrêt-court      | Lakewood High School (Lakewood)                        |
| 17   | Tim Anderson      | White Sox de Chicago      | Arrêt-court      | East Central Community College (Decatur, Mississippi)  |
| 18   | Chris Anderson    | Dodgers de Los Angeles    | Lanceur droitier | Université de Jacksonville                             |
| 19   | Marco Gonzales    | Cardinals de Saint-Louis  | Lanceur gaucher  | Université Gonzaga                                     |
| 20   | Jonathon Crawford | Tigers de Détroit         | Lanceur droitier | Université de Floride                                  |
| 21   | Nick Ciuffo       | Rays de Tampa Bay         | Receveur         | Lexington High School (Lexington, Caroline du Sud)     |
| 22   | Hunter Harvey     | Orioles de Baltimore      | Lanceur droitier | Bandys High School (Catawba, Caroline du Nord)         |
| 23   | Chi Chi Gonzalez  | Rangers du Texas          | Lanceur droitier | Université Oral Roberts                                |
| 24   | Billy McKinney    | Athletics d'Oakland       | Voltigeur        | Plano West Senior High School (Plano, Texas)           |
| 25   | Christian Arroyo  | Giants de San Francisco   | Arrêt-court      | Hernando High School (Brooksville, Floride)            |
| 26   | Eric Jagielo      | Yankees de New York       | Troisième but    | Université Notre Dame                                  |
| 27   | Phillip Ervin     | Reds de Cincinnati        | Voltigeur        | Université Samford                                     |
| 28   | Rob Kaminsky      | Cardinals de Saint-Louis  | Lanceur gaucher  | St. Joseph Regional High School (Montvale, New Jersey) |
| 29   | Ryne Stanek       | Rays de Tampa Bay         | Lanceur droitier | Université de l'Arkansas                               |
| 30   | Travis Demeritte  | Rangers du Texas          | Arrêt-court      | Winder-Barrow High School (Winder, Géorgie)            |
| 31   | Jason Hursh       | Braves d'Atlanta          | Lanceur droitier | Université d'État de l'Oklahoma                        |
| 32   | Aaron Judge       | Yankees de New York       | Voltigeur        | Université d'État de Californie à Fresno               |
| 33   | Ian Clarkin       | Yankees de New York       | Lanceur gaucher  | Madison High School (San Diego, Californie)            |
| 34   | Sean Manaea       | Royals de Kansas City     | Lanceur gaucher  | Université d'État d'Indiana                            |
| 35   | Matt Krook        | Marlins de Miami          | Lanceur gaucher  | St. Ignatius High School (San Francisco, Californie)   |
| 36   | Aaron Blair       | Diamondbacks de l'Arizona | Lanceur droitier | Université Marshall                                    |
| 37   | Josh Hart         | Orioles de Baltimore      | Voltigeur        | Parkview High School (Lilburn, Géorgie)                |
| 38   | Michael Lorenzen  | Reds de Cincinnati        | Lanceur droitier | Université d'État de Californie à Fullerton            |
| 39   | Corey Knebel      | Tigers de Détroit         | Lanceur droitier | Université du Texas à Austin                           |

## Compensations
1. ↑  Compensation pour l'incapacité de mettre sous contrat Mark Appel, 8e choix au total en 2012
2. ↑  Compensation pour la perte aux Brewers de Milwaukee de l'agent libre Kyle Lohse
3. ↑  Compensation pour la perte aux Braves d'Atlanta de l'agent libre B. J. Upton
4. ↑  Compensation pour la perte aux Angels de Los Angeles de l'agent libre Josh Hamilton
5. ↑  Compensation pour la perte aux Indians de Cleveland de l'agent libre Michael Bourn
6. ↑  Compensation pour la perte aux Indians de Cleveland de l'agent libre Ervin Santana
7. ↑  Compensation pour la perte aux Nationals de Washington de l'agent libre Rafael Soriano